# Pitkin (Colorado)
Pour les articles homonymes, voir Pitkin.
Pitkin est une ville américaine située dans le comté de Gunnison dans le Colorado.
La ville est nommée en l'honneur du gouverneur du Colorado Frederick Walker Pitkin (en).

## Démographie
Selon le recensement de 2010, Pitkin compte 66 habitants. La municipalité s'étend sur 0,27 milles carrés (0,7 km2).
| 1880  | 1890 | 1900 | 1910 | 1920 | 1930 |
| ----- | ---- | ---- | ---- | ---- | ---- |
| 1 891 | 371  | 203  | 250  | 165  | 228  |

| 1940 | 1950 | 1960 | 1970 | 1980 | 1990 |
| ---- | ---- | ---- | ---- | ---- | ---- |
| 156  | 152  | 94   | 44   | 59   | 53   |

| 2000 | 2010 | - | - | - | - |
| ---- | ---- | - | - | - | - |
| 124  | 66   | - | - | - | - |